# José Linhares
José Linhares (Baturité, 28 janvier 1886 - Caxambu, 26 janvier 1957) est un homme d'État brésilien, président de la république des États-Unis du Brésil du 29 octobre 1945 au 31 janvier 1946,.